# Rob Liefeld
Rob Liefeld (Anaheim, Califòrnia, 3 d'octubre de 1967) és un historietista i editor de còmic nord-americà. Conegut principalment pel seu èxit com a dibuixant durant la dècada de 1990, es tracta d'una figura molt controvertida dins de la indústria. Està casat amb l'actriu Joy Creel.

## Biografia

### Primera etapa a Marvel
En els primers anys de la dècada de 1990, Liefeld, un dibuixant autodidacte, es va fer molt popular a causa del seu treball per l'editorial Marvel Comics en The New Mutants, que va reconvertir en X-Force. Anteriorment havia realitzat la sèrie de còmics Falcó i Paloma per l'editorial DC, amb guió de Karl i Barbara Kesel.

### Image
El 1992, amb altres dibuixants d'èxit com Jim Lee, va abandonar Marvel Comics per fundar Image Còmics, seguint la moda d'autoeditar-se per retenir la propietat intel·lectual de les seves creacions, ja que les grans editorials exigien que se'ls cedís. El primer títol publicat per Image Comics va ser una creació de Rob Liefeld, Youngblood numero 1, a Extreme Studios's, la secció d'Image de la seva propietat.
Malgrat el gran èxit de vendes de l'editorial, la crítica va ser molt dura amb Image, especialment amb Extreme Studios's, acusant-los de ser pur efectisme i de publicar històries amb guions molt deficients. La major part dels autors eren nous a la professió.
El 1996, els estudis de Liefeld's and Lee's van signar un contracte amb Marvel per recrear diversos dels personatges principals de l'editorial, dins de la línia Heroes Reborn. Així, Liefeld coguionizaría amb Jeph Loeb dotze numeros d'Els Venjadors, i dibuixaria dotze numeros del Capità Amèrica, mentre que Lee publicaria les sèries dels 4 Fantàstics i Iron Man. A causa de l'incompliment de les dates de publicació i el fet que les vendes no van arribar al mínim exigit en el contracte, Marvel va cancel·lar l'acord amb Liefeld sis mesos després, passant ambdues sèries al control de l'estudi de Jim Lee fins a la seva finalització.
Finalment, va ser expulsat d'Image i demandat judicialment pels seus socis, que l'acusaven de prendre "decisions de negocis contraproduents en un soci de negocis" des del seu lloc de gerent de l'empresa, com cobrir deutes propis amb fons de l'editorial, copiar dibuixos dels còmics dels seus socis o utilitzar els mitjans d'Image per promocionar sèries que després publicava a través d'una altra editorial de la seva propietat (Maximum Press).

### Awesome
Després de la seva sortida d'Image, Liefeld va fundar una nova editorial a l'abril de 1997, Awesome Entertainment, les edicions de la qual van tenir bastant menys èxit que les d'Image, però van anar millor rebudes per la crítica, possiblement per ser realitzats per autors més veterans. Awesome es va esfondrar finalment a causa de disputes entre els seus propietaris.

### Anys recents
Al començament del segle xxi, Liefeld va realitzar una sèrie de treballs per Marvel, dibuixant portades i ocasionalment algunes pàgines de personatges de la seva creació com a Cable o X-Force, les sèries del qual van ser cancel·lades.
El 2004, va tornar a treballar juntament amb Fabian Nicieza en una sèrie limitada de X-Force, i va il·lustrar les primeres portades de "Cable and Deadpool", també de Nicieza.
Al maig de 2005 va crear la seva nova pàgina web. L'agost d'aquest mateix any, va tornar a DC per dibuixar una història en dues parts en Teen Titans amb guions de Gail Simone. Després d'anunciar-se la seva participació, els encàrrecs per al seu primer nombre es van incrementar en un 10%, caient per al segon nombre fins a un 5% per sota de les comandes anteriors a l'anunci.
Al novembre de 2006 va realitzar la sèrie limitada de 5 nombres "Onslaught Reborn" amb guions de Jeph Loeb, ambientada en l'univers de Heroes Reborn.
El juliol de 2007 es va anunciar que Liefeld publicaria per Image Comics una nova sèrie de Youngblood, amb guions de Joe Casey i dibuixos de Derec Donovan i Val Staples, amb cobertes de Liefeld, prevista per a principis de 2008.